# فرانك هاريس (لاعب كريكت)
فرانك هاريس (19 مارس 1907 ببرستل في المملكة المتحدة - 21 فبراير 1936) (بالإنجليزية: Frank Harris)‏ هو لاعب كريكت بريطاني (وحمل سابقاً جنسية المملكة المتحدة لبريطانيا العظمى وأيرلندا). لعب مع نادي مقاطعة غلوستر للكريكت ‏.

## وصلات خارجية
- فرانك هاريس على موقع إي آس بي آن كريك إنفو (الإنجليزية)